# Белведере
Белведере (итал. Belvedere — леп видик, фр. bellevue) у архитектури је назив за витку констукцију на узвишеном месту, отворену терасу и грађевину декоративног карактера (нпр. глоријета) подигнуту на врху неког брежуљка или зграде, обично у парку, одакле се пружа леп поглед на околину – видиковац.
Белведере је назив за поједине палате или дворце на узвишеном положају окружене парком:
- дворац на Храдчанима у Прагу,
- дворац у Варшави,
- Белведере, некадашња палата Еугена Савојског у Бечу,
- део ватиканске палате у којем је смештена збирка кипова и многе друге.